# تاکاکو تزوکا
تاکاکو تزوکا (ژاپنی: 手塚 貴子؛ زادهٔ ۶ نوامبر ۱۹۷۰) بازیکن فوتبال اهل ژاپن و عضو تیم ملی فوتبال زنان ژاپن است که در تاریخ ۷ مارس ۱۹۸۶ میلادی اولین بازی ملی‌اش را انجام داد. او در ۴۱ بازی ملی حضور داشت و آخرین بازی ملی خود را در تاریخ ۲۱ نوامبر ۱۹۹۱ میلادی انجام داد. تاکاکو تزوکا در بازی‌های ملی‌اش
۱۹ گل به ثمر رساند.